# Hamnö (Vårdö, Åland)
Hamnö är en ö i Åland (Finland). Den ligger i Skärgårdshavet och i kommunen Vårdö i landskapet Åland, i den sydvästra delen av landet. Ön ligger omkring 41 kilometer norr om Mariehamn och omkring 260 kilometer väster om Helsingfors.
Öns area är 1,05 kvadratkilometer och dess största längd är 2,1 kilometer i nord-sydlig riktning. Ön höjer sig omkring 10 meter över havsytan.
I övrigt finns följande på Hamnö:
- Gerskär (en halvö)